# Ostrava Open Challenger
L'Ostrava Open Challenger, conosciuto in passato anche come Prosperita Open per ragioni di sponsorizzazione, è un torneo professionistico maschile di tennis giocato sulla terra rossa, che fa parte dell'ATP Challenger Tour.  Si gioca annualmente dal 2004 sui campi dell'SC Ostrava di Ostrava, in Repubblica Ceca.
Nessun tennista ha mai vinto due volte il titolo singolare, mentre due ci sono riusciti nel doppio, Pavel Šnobel e Sergiy Stakhovsky.

## Albo d'oro

### Singolare
| Anno | Campione                    | Finalista          | Punteggio        |
| ---- | --------------------------- | ------------------ | ---------------- |
| 2025 | Zsombor Piros               | Hady Habib         | 6–3, 6–2         |
| 2024 | Damir Džumhur               | Henri Squire       | 6–2, 4–6, 7–5    |
| 2023 | Zdeněk Kolář                | Máté Valkusz       | 6–3, 6–2         |
| 2022 | Evan Furness                | Ryan Peniston      | 4–6, 7–6(6), 6–1 |
| 2021 | Benjamin Bonzi              | Renzo Olivo        | 6–4, 6–4         |
| 2020 | Aslan Karacev               | Oscar Otte         | 6–4, 6–2         |
| 2019 | Kamil Majchrzak             | Jannik Sinner      | 6–1, 6–0         |
| 2018 | Arthur De Greef             | Nino Serdarušić    | 4–6, 6–4, 6–2    |
| 2017 | Stefano Travaglia           | Marco Cecchinato   | 6–2, 3–6, 6–4    |
| 2016 | Constant Lestienne          | Zdeněk Kolář       | 6(5)–7, 6–1, 6–2 |
| 2015 | Íñigo Cervantes             | Adam Pavlásek      | 7–6(5), 6–4      |
| 2014 | Andrej Kuznecov             | Miloslav Mečíř Jr. | 2–6, 6–3, 6–0    |
| 2013 | Jiří Veselý                 | Steve Darcis       | 6–4, 6–4         |
| 2012 | Jonathan Dasnières de Veigy | Jan Hájek          | 7–5, 6–2         |
| 2011 | Stéphane Robert             | Ádám Kellner       | 6–1, 6–3         |
| 2010 | Lukáš Rosol                 | Ivan Dodig         | 7–5, 4–6, 7–6(4) |
| 2009 | Jan Hájek                   | Ivan Dodig         | 7–5, 6–1         |
| 2008 | Jiří Vaněk                  | Jan Hernych        | 6–3, 4–6, 6–1    |
| 2007 | Bohdan Ulihrach             | Lukáš Dlouhý       | 6–4, 6–4         |
| 2006 | Ivo Minář                   | Marcel Granollers  | 6–1, 6–0         |
| 2005 | Lukáš Dlouhý                | Nicolas Devilder   | 6–4, 7–6(4)      |
| 2004 | Janko Tipsarević            | Peter Luczak       | 6–3, 7–6(5)      |

### Doppio
| Anno | Campioni                                  | Finalisti                                    | Punteggio              |
| ---- | ----------------------------------------- | -------------------------------------------- | ---------------------- |
| 2025 | Jan Jermář Stefan Latinović               | Finn Reynolds James Watt                     | 7–5, 6–3               |
| 2024 | Jaime Faria Henrique Rocha                | Jakob Schnaitter Mark Wallner                | 7–5, 6–3               |
| 2023 | Robert Galloway Miguel Ángel Reyes Varela | Guido Andreozzi Guillermo Durán              | 7–5, 7–6(5)            |
| 2022 | Alexander Erler Lucas Miedler             | Hunter Reese Sem Verbeek                     | 7–6(6), 7–5            |
| 2021 | Marc Polmans Sergiy Stakhovsky (2)        | Andrew Paulson Patrik Rikl                   | 7–6(4), 3–6, [10–7]    |
| 2020 | Artem Sitak Igor Zelenay                  | Karol Drzewiecki Szymon Walków               | 7–5, 6–4               |
| 2019 | Luca Margaroli Filip Polášek              | Thiemo de Bakker Tallon Griekspoor           | 6–4, 2–6, [10–8]       |
| 2018 | Attila Balázs Gonçalo Oliveira            | Lukáš Rosol Serhij Stachovs'kyj              | 6–0, 7–5               |
| 2017 | Jeevan Nedunchezhiyan Franko Škugor       | Rameez Junaid Lukáš Rosol                    | 6–3, 6–2               |
| 2016 | Sander Arends Tristan-Samuel Weissborn    | Lukáš Dlouhý Hans Podlipnik-Castillo         | 7–6(8), 6(4)–7, [10–5] |
| 2015 | Andrej Martin Hans Podlipnik-Castillo     | Roman Jebavý Jan Šátral                      | 4–6, 7–5, [10–1]       |
| 2014 | Andrej Kuznecov Adrián Menéndez Maceiras  | Alessandro Motti Matteo Viola                | 4–6, 6–3, [10–8]       |
| 2013 | Steve Darcis Olivier Rochus               | Tomasz Bednarek Mateusz Kowalczyk            | 7–5, 7–5               |
| 2012 | Radu Albot Tejmuraz Gabašvili             | Adam Pavlásek Jiří Veselý                    | 7–5, 5–7, [10–8]       |
| 2011 | Olivier Charroin Stéphane Robert          | Andis Juška Aleksandr Kudrjavcev             | 6–4, 6–3               |
| 2010 | Martin Fischer Philipp Oswald             | Tomasz Bednarek Mateusz Kowalczyk            | 2–6, 7–6(6), [10–8]    |
| 2009 | Jan Hájek Robin Vik                       | Matúš Horecný Tomáš Janci                    | 6–2, 6–4               |
| 2008 | Sergiy Stakhovsky (1) Tomáš Zíb           | Jan Hernych Igor Zelenay                     | 7–6(6), 3–6, [14–12]   |
| 2007 | Bastian Knittel Lukáš Rosol               | Alexander Krasnorutskiy Aleksandr Kudrjavcev | 2–6, 7–5, [11–9]       |
| 2006 | Jaroslav Pospíšil Pavel Šnobel (2)        | Philipp Marx Torsten Popp                    | 6–4, 6(3)–7, [10–6]    |
| 2005 | Pavel Šnobel (1) Martin Štěpánek          | Tomáš Cibulec Mariusz Fyrstenberg            | 7–6(1), 2–6, 7–6(4)    |
| 2004 | Tuomas Ketola Petr Pála                   | Łukasz Kubot Tomáš Zíb                       | 6–4, 6–4               |